# Duvaliomimus pseudostyx
Duvaliomimus (Duvaliomimus) pseudostyx – gatunek chrząszcza z rodziny biegaczowatych i podrodziny Trechinae.

## Taksonomia
Gatunek został opisany w 2010 roku przez Jamesa Iana Townsenda w 62 tomie Fauna of New Zealand. Nazwa gatunkowa nawiązuje do gatunku D. (D.) styx, do którego jest on podobny.

## Opis
Ciało długości od 4,5 do 5,5 mm. Głowa ubarwiona rudoczarno, przedplecze i pokrywy błyszcząco czarno z ciemnobrązowo-szarawymi wierzchołkami, uda, stopy i głaszczki złociście brązowo, a golenie rudobrązowo. Głowa z siateczkowatą mikrorzeźbą. Bruzdy czołowe zgięte na ciemieniu, stykające się z bruzdą szyjną. Przedplecze nieco szersze niż długie o tylnych kątach ostrych i nieco wystających bocznie, a tylnej krawędzi lekko obrzeżonej. Pokrywy bez śladów kątów ramieniowych, o wierzchołku rozjaśnionym, rzędach równo wgłębionych i prawie niepunktowanych, a międzyrzędach umiarkowanie wypukłych. Edeagus samca gwałtownie zwężony na wysokości ostium ku wierzchołkowi. Ujście spermateki samic do torebki kopulacyjnej szersze niż u D. styx.

## Występowanie
Gatunek ten jest endemitem Nowej Zelandii, znanym wyłącznie z Wyspy Północnej.